# Kami Asgar
Kami Asgar (anhörenⓘ; * 1965 im Iran) ist ein iranischer Tontechniker.

## Leben
Asgar begann seine Karriere Ende der 1980er Jahre. Sein Debüt hatte er 1989 mit dem Actionfilm The Avenger – Der Rächer mit Oliver Reed in der Hauptrolle. In den 1990er Jahren arbeitete er hauptsächlich als Tongestalter an Fernsehproduktionen wie den Serien Dr. Quinn – Ärztin aus Leidenschaft, Nash Bridges und Allein gegen die Zukunft. Für sein Wirken an Dr. Quinn – Ärztin aus Leidenschaft war er 1996 für den Primetime Emmy nominiert. Ab Mitte der 2000er Jahre verlagerte sich sein Arbeitsschwerpunkt wieder zum Film. Zu seinen Filmen zählen unter anderem der Horrorfilm Hostel und dessen Fortsetzung Hostel 2, sowie drei Muppets-Filme. 2004 arbeitete er bei Die Passion Christi das erste Mal unter der Regie von Mel Gibson. Für den zweiten gemeinsamen Film, Apocalypto war Asgar 2007 zusammen mit Sean McCormack für den Oscar in der Kategorie Bester Tonschnitt nominiert. Asgar war zudem zwei Mal für den Golden Reel Award nominiert.

## Filmografie (Auswahl)
- 1999: Muppets aus dem All (Muppets from Space)
- 2002: Halbtot – Half Past Dead (Half Past Dead)
- 2003: The Foreigner – Der Fremde (The Foreigner)
- 2004: Die Passion Christi (The Passion of the Christ)
- 2005: Hostel
- 2006: Apocalypto
- 2007: Hostel 2 (Hostel: Part II)
- 2009: Zombieland
- 2011: Die Muppets (The Muppets)
- 2012: Pitch Perfect
- 2014: Muppets Most Wanted
- 2015: Pitch Perfect 2

## Auszeichnungen (Auswahl)
- 2007: Oscar-Nominierung in der Kategorie Bester Tonschnitt für Apocalypto